# Waldo Machado da Silva
Waldo Machado da Silva (Niterói, 9 de setembre de 1934 – Burjassot, 25 de febrer de 2019) va ser un futbolista brasiler. Va jugar de davanter centre i la seua carrera esportiva va transcórrer en el Fluminense Football Club al seu país natal i en el València Club de Futbol i Hèrcules Club de Futbol al País Valencià.

## Biografia
Aquest davanter va ser el primer futbolista brasiler en triomfar al València CF. Destacava per la seua capacitat golejadora, aconseguint el Trofeu Pichichi en la temporada 1966- 1967. Gran part dels seus gols els aconseguia a causa de la seua precisió i potència en el llançament de les faltes. Waldo era un atleta amb músculs de decathlonià. Tenia velocitat de curta distància per depassar al marcador i voleiar en carrera, a més de cabotejar amb tècnica.
El seu fitxatge pel club de Mestalla es va produir després de la participació del Fluminense Football Club (equip en el qual militava Waldo) en l'homenatge pòstum al també brasiler i jugador del València CF Walter Marciano de Queirós mort en accident de tràfic. Després de destacar en l'esmentat encontre marcant dos gols va ser fitxat pel llavors president del València CF amb la intenció, en part, d'omplir el buit deixat per la sobtada mort del seu compatriota.
Waldo és el major golejador de la història del Fluminense, amb 314 gols en 403 partits. Amb la selecció Brasilera va marcar dos gols, en la selecció Carioca sis i en la de Madureira vint-i-dos.
Les deu temporades que va jugar en la primera plantilla del València CF van ser molt reeixides, aconseguint dos Copes de Fires (màxim golejador el 1962) i una Copa del Rei. En total va disputar els següents partits:
- Primera divisió espanyola: 216 partits i 117 gols
- Copa del Rei: 30 partits i 13 goles
- Copa de Fires: 50 partits i 30 goles

A banda, és el segon golejador històric del València CF per darrere de Mundo, superant a jugadors com Kempes o Fernando.
Durant els seus darrers anys de vida, Waldo fou internat en una residència per a la gent gran de Burjassot, tutelat per l'Associació de Futbolistes del València i amb la malaltia d'Alzheimer. El 25 de febrer de 2019 morí en aquesta localitat valenciana per causes naturals.

### Internacional
- 5 partits, 5 victòries i 2 gols:

1. Brasil 7 a 1 Malmöe (SUE), 08/05/1960.
2. Brasil 4 a 3 Dinamarca, 10/05/1960.
3. Brasil 4 a 0 Chile, 29/06/1960, 2 gols.
4. Brasil 2 a 1 Paraguay, 03/07/1960.
5. Brasil 5 a 1 Argentina, 12/07/1960 (campió de la Copa Atlântico).

## Clubs
- Madureira Esporte Clube - Brasil - 22 gols
- Fluminense - Brasil - 1954 - 1961 403 partits i 314 gols
- València CF - País Valencià - 1961 - 1970 216 partits i 150 gols
- Hèrcules Club de Futbol - País Valencià

## Títols

### Copes Nacionals
- 1 Copa del Rei - València CF - 1967

### Copes Internacionals
- 2 Copes de Fires - València CF - 1962 i 1963

### Torneio Rio-San Pablo
- 2 Torneio Rio-San Pablo - Fluminense Football Club - 1957 i 1960

### Campeonato Carioca
- 1 Campionat carioca - Fluminense Football Club - 1959

### Copa Atlântico
- 1 Copa Atlântico - Selecció de futbol del Brasil - 1960